# Central hidroeléctrica Rapel
La central hidroeléctrica Rapel es una central hidroeléctrica parte de un sistema hidráulico compuesto por el lago artificial Rapel, la represa y la central misma. Está ubicada en la Región del Libertador General Bernardo O'Higgins, Chile, sobre el río Rapel. Da origen a uno de los lagos artificiales más visitados de la zona central del país, el Lago Rapel. Es propiedad de Endesa Chile, filial de Enel.

## Historia
Desde 1942, el Estado de Chile realizó diversos estudios para la construcción de una represa en la zona de Melipilla, que generara un lago que permitiera el regadío para la actividad agropecuaria.
Finalmente, la estatal Empresa Nacional de Electricidad Sociedad Anónima (ENDESA) determinó en 1956 que el río Rapel era el adecuado para la construcción de una planta de energía hidroeléctrica, la cual fue finalmente inaugurada el 21 de junio de 1968. Fue la primera gran central hidroeléctrica de Chile.
La estructura está compuesta por un muro de presa que es una bóveda de hormigón que tiene en su parte superior un radio de curvatura de 174 m y 350 m de largo. Su altura es de 112 m. En la parte superior hay un camino público que contribuye a facilitar las comunicaciones entre las provincias de Melipilla y Cardenal Caro y también la casa de máquinas ubicada al pie del muro de presa.
La central tiene 5 turbinas Francis de eje vertical, todas con 75,4 MW de potencia, además de sus respectivos generadores, que tienen una tensión de 13,8 KV, y fueron fabricados por Hitachi. Cada uno también cuenta con transformadores de 28,5 MVA de potencia, de los cuales cuatro son del tipo monofásico y uno trifásico.